# Copa del Rey de baloncesto 2012
La 76.ª edición de la Copa del Rey de baloncesto se disputó en el Palau Sant Jordi de Barcelona del 16 al 19 de febrero de 2012. Fue la 10.ª edición disputada en Barcelona tras la última de 1986.
El Real Madrid Baloncesto se proclamó campeón ante su gran rival, el Regal Fútbol Club Barcelona, logrando así su 23.ª Copa del Rey. Esto le convierte en el equipo que más veces ha ganado esta competición.
El equipo blanco recuperó pues diecinueve años después la Copa del Rey, y el trono que le perteneció casi siempre (al menos desde 1962, cuando rebasó al Barça en el palmarés), pero que compartía ahora con su eterno adversario.

## Equipos participantes
El torneo lo disputaron a partido único, con un sistema de final a ocho, los ocho mejores equipos de la Liga ACB 2011-12 al término de la primera vuelta de la competición liguera. Como curiosidad, tan sólo 3 equipos participantes en esta Copa del Rey, disputaron la del año anterior, ya que ni Banca Cívica Sevilla, ni Lucentum Alicante, ni Mad Croc Fuenlabrada, ni Lagun Aro GBC, ni Unicaja Málaga estuvieron presentes. Además, se produjo un debut, el de Lagun Aro GBC.
|  | Cuartos de final      | Cuartos de final   |                       |                      | Semifinales   | Semifinales   |  |                    | Final         | Final         |  |
|  | 16 y 17 de febrero    | 16 y 17 de febrero |                       |                      | 18 de febrero | 18 de febrero |  |                    | 19 de febrero | 19 de febrero |  |
|  |                       |                    |                       |                      |               |               |  |                    |               |               |  |
|  |                       |                    |                       |                      |               |               |  |                    |               |               |  |
|  | Regal FC Barcelona    | 75                 |                       |                      |               |               |  |                    |               |               |  |
|  | Regal FC Barcelona    | 75                 |                       |                      |               |               |  |                    |               |               |  |
|  | Lucentum Alicante     | 54                 |                       |                      |               |               |  |                    |               |               |  |
|  | Lucentum Alicante     | 54                 |                       | Regal FC Barcelona   | 66            |               |  |                    |               |               |  |
|  |                       |                    |                       | Regal FC Barcelona   | 66            |               |  |                    |               |               |  |
|  |                       |                    | Caja Laboral Baskonia | 57                   |               |               |  |                    |               |               |  |
|  | Caja Laboral Baskonia | 72                 | Caja Laboral Baskonia | 57                   |               |               |  |                    |               |               |  |
|  | Caja Laboral Baskonia | 72                 |                       |                      |               |               |  |                    |               |               |  |
|  | Lagun Aro GBC         | 65                 |                       |                      |               |               |  |                    |               |               |  |
|  | Lagun Aro GBC         | 65                 |                       |                      |               |               |  | Regal FC Barcelona | 74            |               |  |
|  |                       |                    |                       |                      |               |               |  | Regal FC Barcelona | 74            |               |  |
|  |                       |                    | Real Madrid           | 91                   |               |               |  |                    |               |               |  |
|  | Unicaja Málaga        | 65                 | Real Madrid           | 91                   |               |               |  |                    |               |               |  |
|  | Unicaja Málaga        | 65                 |                       |                      |               |               |  |                    |               |               |  |
|  | Banca Cívica Sevilla  | 75                 |                       |                      |               |               |  |                    |               |               |  |
|  | Banca Cívica Sevilla  | 75                 |                       | Banca Cívica Sevilla | 84            |               |  |                    |               |               |  |
|  |                       |                    |                       | Banca Cívica Sevilla | 84            |               |  |                    |               |               |  |
|  |                       |                    | Real Madrid           | 92                   |               |               |  |                    |               |               |  |
|  | Real Madrid           | 75                 | Real Madrid           | 92                   |               |               |  |                    |               |               |  |
|  | Real Madrid           | 75                 |                       |                      |               |               |  |                    |               |               |  |
|  | Mad-Croc Fuenlabrada  | 66                 |                       |                      |               |               |  |                    |               |               |  |
|  | Mad-Croc Fuenlabrada  | 66                 |                       |                      |               |               |  |                    |               |               |  |
|  |                       |                    |                       |                      |               |               |  |                    |               |               |  |

## Cuartos de final
| 16 de febrero de 2012 | Caja Laboral                                             | 72–65                                 | Lagun Aro GBC                                  | |  |
| 19:00 GTM+1           | Parciales: 17-16, 11-22, 27-11, 17-16                    | Parciales: 17-16, 11-22, 27-11, 17-16 | Parciales: 17-16, 11-22, 27-11, 17-16          | |  |
|                       | Estadísticas Bjelica 22 Prigioni, Teletović 8 Prigioni 6 | Reporte Pts Reb Asts                  | Estadísticas Baron 22 Doblas 7 Doblas, Vidal 3 | Pabellón: Palau Sant Jordi, Barcelona Asistencia: 11,400 espectadores Árbitros: J.A. Martín, Jiménez Trujillo, J. Araña Televisión: FORTA & Teledeporte |  |

| 16 de febrero de 2012 | FC Barcelona Regal                          | 75–53                                 | Lucentum Alicante                              | |  |
| 21:30 GTM+1           | Parciales: 17-13, 24-12, 21-10, 13-19       | Parciales: 17-13, 24-12, 21-10, 13-19 | Parciales: 17-13, 24-12, 21-10, 13-19          | |  |
|                       | Estadísticas Lorbek 17 Mickeal 10 Navarro 5 | Reporte Pts Reb Asts                  | Estadísticas Llompart 14 Llompart 7 Llompart 3 | Pabellón: Palau Sant Jordi, Barcelona Asistencia: 14,500 espectadores Árbitros: D. Hierrezuelo, J.C. García González, C. Cortés Televisión: Teledeporte |  |

| 17 de febrero de 2012 | Unicaja                                               | 65–77                                 | Banca Cívica                                      | |  |
| 19:00 GTM+1           | Parciales: 12-16, 16-20, 14-20, 23-21                 | Parciales: 12-16, 16-20, 14-20, 23-21 | Parciales: 12-16, 16-20, 14-20, 23-21             | |  |
|                       | Estadísticas Valters, Darden 12 Freeland 13 Valters 2 | Reporte Pts Reb Asts                  | Estadísticas Calloway 16 Rubio 7 Urtasun, Davis 3 | Pabellón: Palau Sant Jordi, Barcelona Asistencia: 11,320 espectadores Árbitros: J.L. Redondo, A. Conde, L. Guirao Televisión: FORTA & Teledeporte |  |

| 17 de febrero de 2012 | Real Madrid                                | 75–66                                 | Baloncesto Fuenlabrada                         | |  |
| 21:30 GTM+1           | Parciales: 15-16, 20-15, 20-22, 20-13      | Parciales: 15-16, 20-15, 20-22, 20-13 | Parciales: 15-16, 20-15, 20-22, 20-13          | |  |
|                       | Estadísticas Reyes 17 Reyes 12 Rodríguez 5 | Reporte Pts Reb Asts                  | Estadísticas Mainoldi 13 Hall 6 Four players 2 | Pabellón: Palau Sant Jordi, Barcelona Asistencia: 14,100 espectadores Árbitros: E. Pérez Pizarro, Ó. Perea, Carlos Peruga Televisión: Teledeporte |  |

## Semifinales
| 18 de febrero de 2012 | FC Barcelona Regal                       | 66–57                                | Caja Laboral                                   | |  |
| 18:00 GTM+1           | Parciales: 19–18, 15–15, 14–19, 18–5     | Parciales: 19–18, 15–15, 14–19, 18–5 | Parciales: 19–18, 15–15, 14–19, 18–5           | |  |
|                       | Estadísticas Lorbek 26 N'Dong 8 Eidson 4 | Reporte Pts Reb Asts                 | Estadísticas Teletović 15 Bjelica 8 Prigioni 4 | Pabellón: Palau Sant Jordi, Barcelona Asistencia: 14,700 espectadores Árbitros: D. Hierrezuelo, J.L. Redondo, A. Conde Televisión: Teledeporte |  |

| 18 de febrero de 2012 | Real Madrid                               | 92–84                                 | Banca Cívica                                     | |  |
| 20:30 GTM+1           | Parciales: 27–14, 19–30, 30–16, 16–24     | Parciales: 27–14, 19–30, 30–16, 16–24 | Parciales: 27–14, 19–30, 30–16, 16–24            | |  |
|                       | Estadísticas Mirotić 21 Suárez 10 Llull 7 | Reporte Pts Reb Asts                  | Estadísticas Bogdanović 13 Triguero 7 Calloway 9 | Pabellón: Palau Sant Jordi, Barcelona Asistencia: 14,570 espectadores Árbitros: J.A. Martín Bertrán, J.C. García González, F.J. Araña Televisión: FORTA & Teledeporte |  |

## Final
| 19 de febrero de 2012 | Regal FC Barcelona                       | 74–91                                 | Real Madrid                             | |  |
| 18:00 (GTM+1)         | Parciales: 17-22, 16-20, 23-23, 18-26    | Parciales: 17-22, 16-20, 23-23, 18-26 | Parciales: 17-22, 16-20, 23-23, 18-26   | |  |
|                       | Estadísticas Ndong 19 Ndong 11 Navarro 5 | Reporte Pts Reb Asts                  | Estadísticas Llull 23 Mirotić 5 Llull 5 | Pabellón: Palau Sant Jordi, Barcelona Asistencia: 15.128 espectadores Árbitros: Daniel Hierrezuelo, E. Pérez Pizarro, J.C García González Televisión: Teledeporte TVE HD |  |

|             |
| Campeón     |
| Real Madrid |
| 23.º título |

## MVP de la Copa
- Sergio Llull